# Malthonea cumbica
Malthonea cumbica es una especie de escarabajo longicornio del género Malthonea, tribu Desmiphorini, subfamilia Lamiinae. Fue descrita científicamente por Galileo & Martins en 1996.
La especie se mantiene activa durante el mes de junio.

## Descripción
Mide 10,7 milímetros de longitud.

## Distribución
Se distribuye por Venezuela.